# The Last Night
Pour les articles homonymes, voir Last Night.
Singles de Aya Matsuura
Good Bye Natsuo
(2003) Kiseki no Kaori Dance.
(2004)
The Last Night est le 11e single de Aya Matsuura, sorti le 26 septembre 2003 au Japon sous le label Zetima, dans le cadre du Hello! Project.

## Présentation
Le single est écrit et produit par Tsunku. Il atteint la 3e place du classement de l'Oricon. Il se vend à 34 892 exemplaires la première semaine, et reste classé pendant 8 semaines, pour un total de 57 451 exemplaires vendus. Il sort également dans une édition limitée, et en format "Single V" (DVD).
La chanson-titre du single figurera sur son troisième album X3 de 2004, mais pas sur la compilation Aya Matsuura Best 1 de 2005.

## Liste des titres
Toutes les chansons sont écrites et composées par Tsunku.
| 1. | THE LAST NIGHT                | Shunsuke Suzuki  | 5:14 |
| 2. | DO YOU LOVE ME?               | Yuichi Takahashi | 4:24 |
| 3. | THE LAST NIGHT (Instrumental) | Shunsuke Suzuki  | 5:11 |

| 1. | THE LAST NIGHT                                           |  |
| 2. | THE LAST NIGHT (Ayaya Close Up Version)                  |  |
| 3. | THE LAST NIGHT Making of (THE LAST NIGHT メイキング映像) |  |
| 4. | THE LAST NIGHT (Instrumental)                            |  |

## Interprétations à la télévision
- Utaban (2003.09.11)
- Hey! Hey! Hey! Music Champ (2003.09.22)
- Kayou Charity Concert (2003.09.23)
- AX MUSIC-TV (2003.09.25)
- Pop Jam (2003.09.27)
- Sokuhou! Uta no Daijiten (2003.10.15)
- Digital Dream Live (2003.12.01)
- TOKUBAN (2003.12.18)